# Криновка
Криновка (укр. Кринівка) — село,
Терсянский сельский совет,
Новониколаевский район,
Запорожская область,
Украина.
Код КОАТУУ — 2323686606. Население по переписи 2001 года составляло 133 человека.

## Географическое положение
Село Криновка находится на левом берегу реки Верхняя Терса,
выше по течению на расстоянии в 1 км расположено село Литовка,
ниже по течению на расстоянии в 3,5 км расположено село Викторовка,
на противоположном берегу — сёла Терсянка и Заливное.
По селу протекает пересыхающий ручей с запрудой.

## История
Лютеранское село Шенфельд основано в 1883 г.
- В 1945 г. село Канкриновка переименовано в Криновку[4].